# Euophrys bryophila
Euophrys bryophila är en spindelart som beskrevs av Berry, Beatty, Prószynski 1996. Euophrys bryophila ingår i släktet Euophrys och familjen hoppspindlar. Inga underarter finns listade i Catalogue of Life.